# Loti
El loti (mot sesotho, plural maloti) és la unitat monetària de Lesotho. El codi ISO 4217 és LSL i s'utilitzen les abreviacions L i M, aquesta darrera derivada del plural sesotho de la moneda. Se subdivideix en 100 lisente (singular sente, de l'anglès cent, "cèntim"). El nom de la moneda prové de les muntanyes Maloti, que conformen un dels estreps septentrionals de la serralada del Drakensberg.
El loti es va introduir el 1979 en substitució del rand sud-africà a un tipus de canvi paritari (1 loti = 1 rand). Actualment totes dues monedes pertanyen a l'Àrea Monetària Comuna juntament amb el lilangeni de Swazilàndia i el rand encara té valor legal dins de Lesotho.
Emès pel Banc Central de Lesotho (en sesotho Banka e Kholo ea Lesotho, en anglès Central Bank of Lesotho), en circulen monedes d'1 sente i de 2, 5, 10, 25, 50, 100, 200 i 500 lisente, i bitllets de 10, 20, 50, 100 i 200 maloti. Com a curiositat, les tres monedes de més valor no s'especifiquen com a 1 loti i 2 i 5 maloti, sinó en la seva denominació fraccionària en lisente.

## Taxes de canvi
- 1 EUR = 7,69599 LSL (5 de maig del 2006)
- 1 USD = 6,04720 LSL (5 de maig del 2006)